# 1790 en arts plastiques
| Années des arts plastiques : 1787 - 1788 - 1789 - 1790 - 1791 - 1792 - 1793    |
| Décennies des arts plastiques : 1760 - 1770 - 1780 - 1790 - 1800 - 1810 - 1820 |

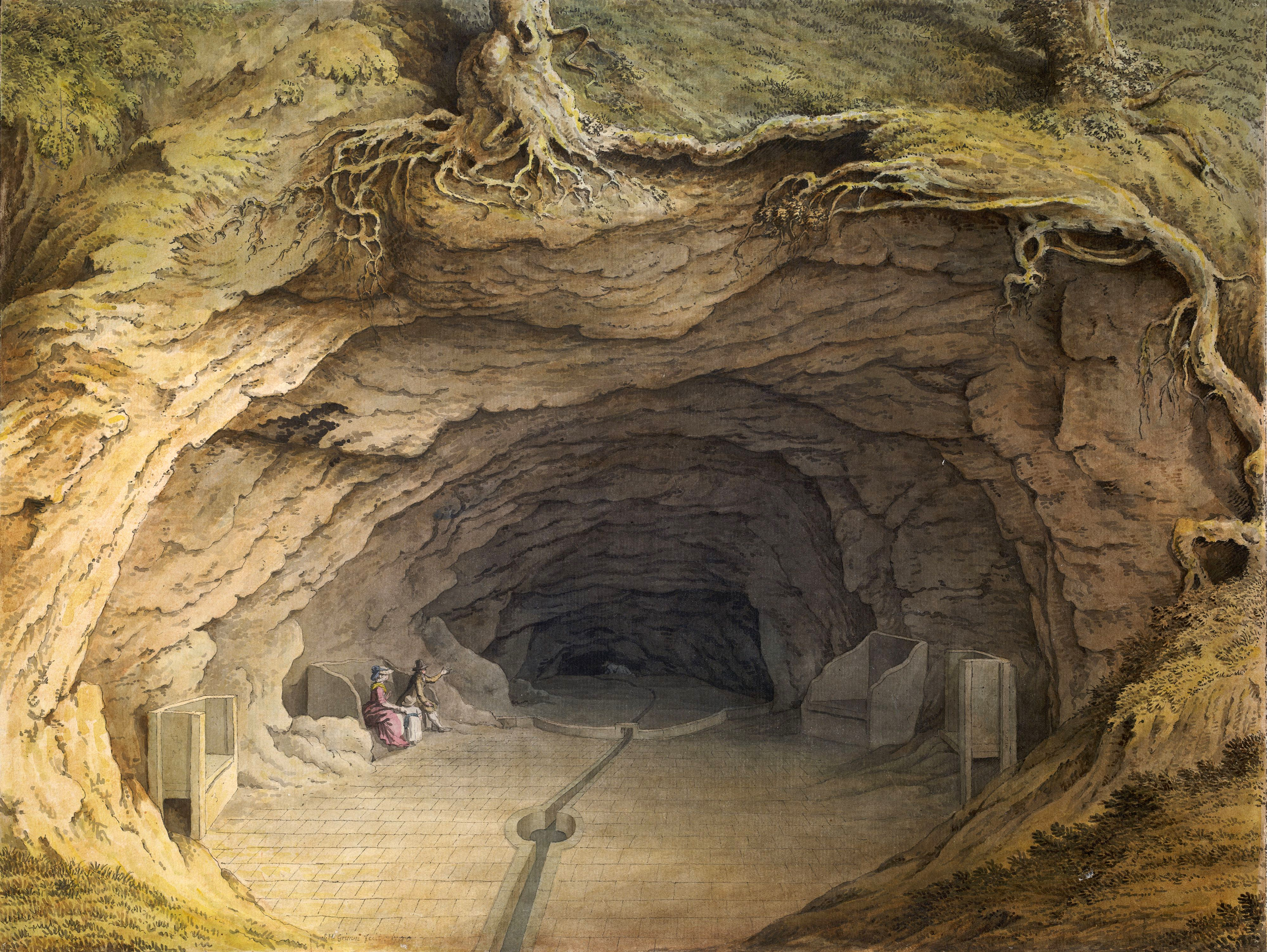
Mother Ludlene's Hole in Moor Park, par Samuel Hieronymus Grimm.

Cette page concerne l'année 1790 dans le domaine des arts plastiques.

## Œuvres
- Portrait de la marquise d'Orvilliers, huile sur toile de Jacques-Louis David
- Portrait de la comtesse de Sorcy-Thélusson, huile sur toile de Jacques-Louis David
- Psyché abandonnée, sculpture d'Augustin Pajou (musée du Louvre).
- Jean-Antoine Houdon réalise la version en bronze de sa Diane chasseresse (musée du Louvre).
- vers 1790 :
  - Titania et Bottom, huile sur toile de Johann Heinrich Füssli.
- 1790-1793 : commande pour Sebastián Martínez y Pérez :
  - Femmes conversant, huile sur toile de Francisco de Goya
  - Mujer dormida, huile sur toile de Francisco de Goya
  - El sueño, huile sur toile de Francisco de Goya
- 1790-1795 : Autoportrait dans l'atelier, huile sur toile de Francisco de Goya

## Naissances
- 13 février : Pierre Duval Le Camus, peintre, dessinateur et lithographe français († 29 juillet 1854),
- 14 février : Louise-Joséphine Sarazin de Belmont, peintre paysagiste française († 9 décembre 1870),
- 22 février : Jean-Baptiste Biscarra, peintre italien († 13 avril 1851),
- 13 mars : Elisa de Lamartine, peintre et sculptrice français († 24 mai 1863),
- 1er avril : Auguste Couder, peintre français († 21 juillet 1873),
- 21 avril : Anton Sminck Pitloo, peintre italien d'origine néerlandaise († 22 juillet 1837),
- 23 mai : James Pradier (Jean-Jacques Pradier), sculpteur et peintre français d'origine suisse († 4 juin 1852),
- 31 mai : Raymond Quinsac Monvoisin, peintre français († 26 mars 1870),
- 9 juin : Amable Louis Claude Pagnest, peintre français († 25 mai 1819),
- 11 juillet : Amédée de Beauplan, auteur dramatique, compositeur et peintre français († 24 décembre 1853),
- 3 septembre : Louis-Claude Malbranche, lithographe et peintre français († 4 novembre 1838),
- 15 septembre : Filippo Marsigli, peintre d'histoire italien († 1863),
- 16 septembre : Johann Nepomuk Hoechle, peintre et lithographe autrichien († 12 décembre 1835),
- 26 octobre : Louis-Édouard Rioult, peintre français († 9 mars 1855),
- 20 décembre : Jean Joseph Vaudechamp, peintre français († 4 août 1864),
- ? : Caroline de Valory, artiste peintre et graveuse française également écrivain.

## Décès
- 29 avril : Charles-Nicolas Cochin le Jeune, dessinateur et graveur français (° 1715),
- 29 novembre : Jean-Joseph Kapeller, peintre, géomètre et architecte français  (° 24 juillet 1706),
- Date précise inconnue :
  - Juan de la Cruz Cano y Olmedilla, cartographe, illustrateur et graveur espagnol (° 14 mai 1734),
  - Giovanni David, graveur et peintre italien (° 1743),
  - Niccolò Lapiccola, peintre baroque italien de l'école romaine (° 1720),
  - Gaetano Mercurio, peintre italien (° 1730).
- Vers 1790 :
- Antonio Orgiazzi, peintre baroque rococo italien (° 1725).